# Buchnereae
Buchnereae Benth., 1835 è una tribù di piante parassite, spermatofite, dicotiledoni appartenenti alla famiglia delle Orobanchaceae.

## Etimologia
Il nome della tribù deriva dal suo genere tipo Buchnera L., 1753 il cui nome è stato dato in ricordo del botanico Wilhelm Buchner of Nuremberg. Il nome scientifico è stato definito dal botanico inglese George Bentham (22 settembre 1800 – 10 settembre 1884) nella pubblicazione "Edwards's Botanical Register; or, Flower Garden and Shrubbery. London" (Edwards's Bot. Reg. 21: ad t. 1770. 1 Jun 1835) del 1835.

## Descrizione

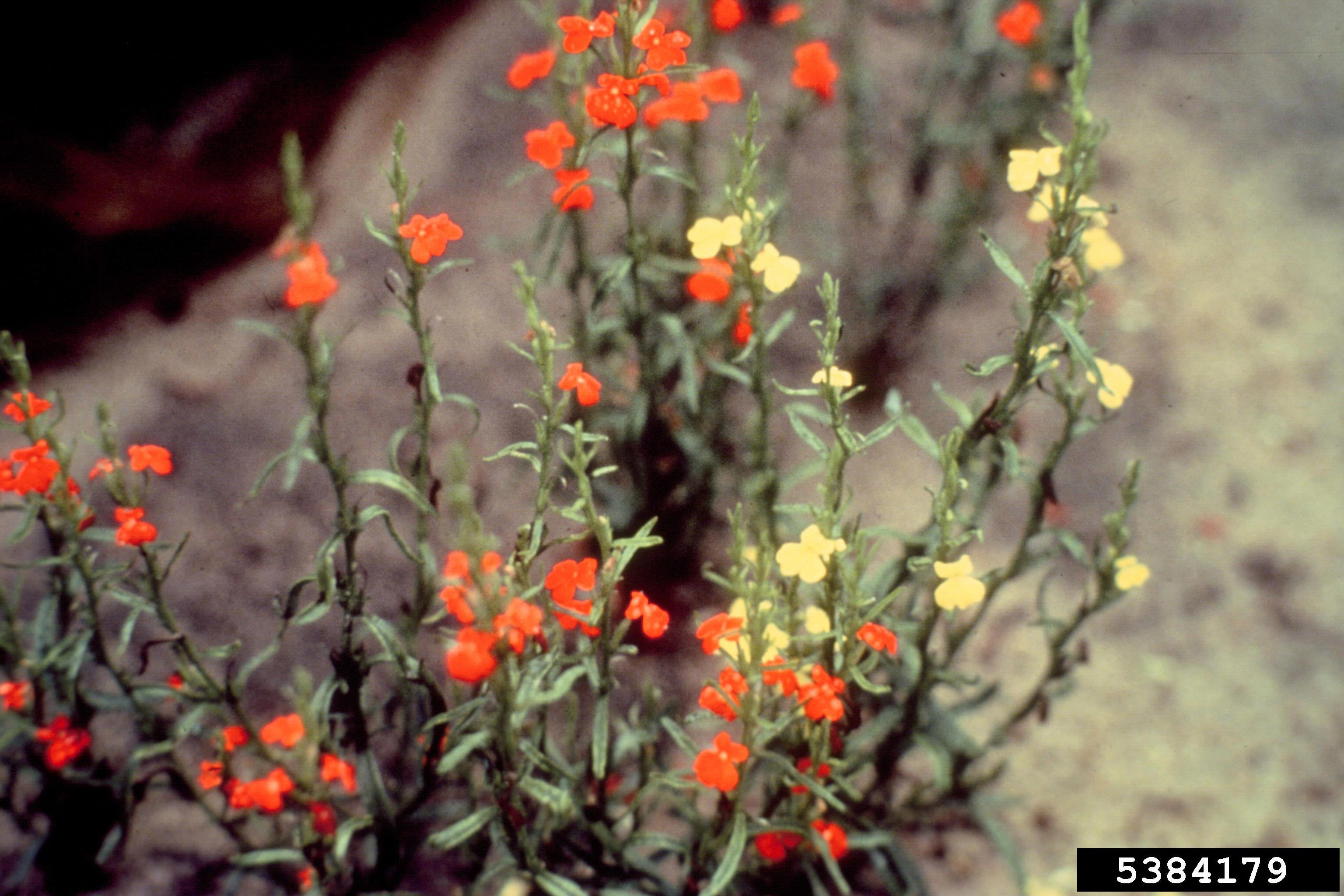
Il portamento
Striga asiatica

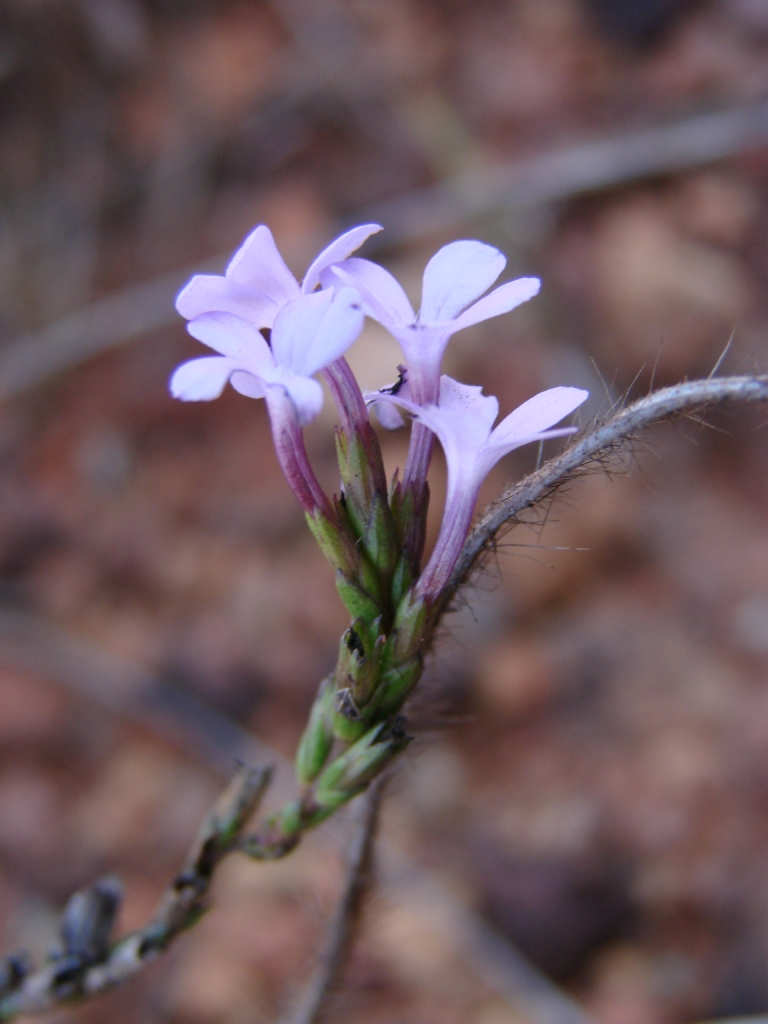
Infiorescenza
Buchnera juncea

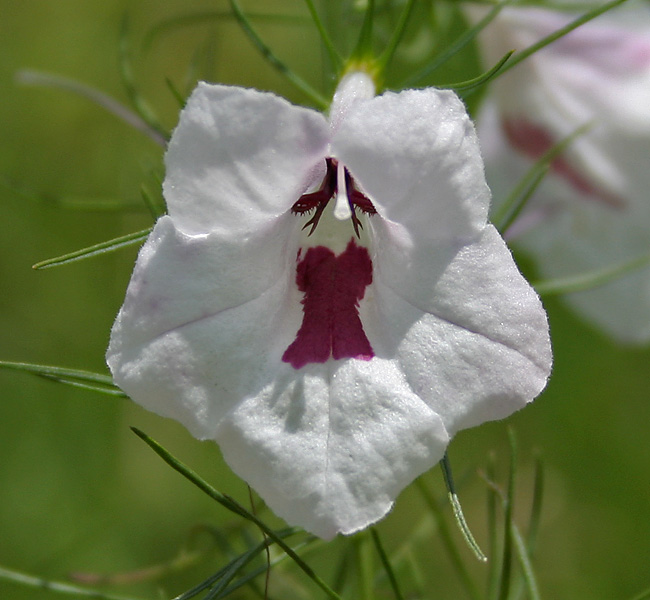
I fiori
Sopubia delphinifolia

- Il portamento delle specie di questa tribù è erbaceo (annuale o perenne), arbustivo o suffruticoso. In genere sono piante con caratteristiche da semiparassite (cioè parassite parziali con clorofilla) a parassite complete. I fusti possono essere prostrati, ascendenti o eretti, spesso rigidi, con sezione quadrangolare a causa della presenza di fasci di collenchima posti nei quattro vertici, oppure a sezione rotonda (fusti cilindrici), oppure alati. In alcune specie l'apparato radicale si presenta notevolmente addensato per radici avventizie derivate da scaglie sotterranee. Possono essere presenti glicosidi fenolici e composto iridoidi e "orobanchina" (sostanza che provoca l'annerimento delle foglie al secco). La pubescenza è varia, in genere per peli semplici.[1][3][8][9]
- Le foglie possono essere sia basali (formano delle rosette) che cauline. Lungo il caule sono disposte in modo opposto o verticillato. Possono essere sessili e brevemente picciolate. La lamina ha delle forme da filiformi a lineari-lanceolate oppure ovoidi o orbicolari. Sono presenti lamine pennatosette (bipennatosette). Le stipole sono assenti. Nel secco le foglie anneriscono.
- Le infiorescenze sono indefinite o del tipo a racemo con portamento ascellare e formate da pochi fiori; possono essere presenti alcune (tipicamente 2) bratteole del peduncolo fiorale. I fiori sono sessili o subsessili.
- I fiori sono ermafroditi, zigomorfi e tetraciclici (ossia formati da 4 verticilli: calice– corolla – androceo – gineceo) e pentameri (i verticilli del perianzio hanno 5 elementi).

- Formula fiorale. Per la famiglia di queste piante viene indicata la seguente formula fiorale:

x K (5), [C (2 + 3), A 2 + 2], G (2), supero, capsula.
- Il calice è gamosepalo a forma da tubolare a campanulata (in alcune specie è spatolato) con la superficie percorsa da 10 venature o coste. Termina con 4 - 5 denti.

- La corolla è gamopetala con un tubo da cilindrico a campanulato da debolmente a fortemente arcuato e termina con 4 - 5 lobi subuguali embricati. Oppure è bilabiata (Striga) anche fortemente con il labbro superiore più corto e quello inferiore trilobato. La superficie della corolla può essere ricoperta da peli ghiandolari. I colori della corolla sono blu, violetto, porpora, rosso, scarlatto, giallo, arancio o bianco. In alcune specie la corolla può essere subruotata.

- L'androceo è formato da 4 stami didinami inclusi (il quinto a volte può essere presente come staminoide). I filamenti sono adnati alla corolla. Le antere, sagittate, hanno una sola teca per aborto dell'altra (se sono presenti entrambe allora possono essere ineguali); la posizione è dorsofissa; all'apice sono mucronate. La deiscenza è mediante due fessure longitudinali. Le antere all'antesi possono essere coerenti (unite, saldate insieme) oppure no. Le sacche polliniche sono divergenti con granuli pollinici spesso tricolporati.

- Il gineceo è bicarpellare (sincarpico - formato dall'unione di due carpelli connati) ed ha un ovario supero biloculare con forme da ovoidi a tubolari o compresse. La placentazione è assile (con placente indivise) o parietale (con placente divise e libere). Gli ovuli sono numerosi per ogni loculo e hanno un solo tegumento e sono tenuinucellati (con la nocella, stadio primordiale dell'ovulo, ridotta a poche cellule). Lo stilo è corto con uno stigma capitato, clavato o bilobo. Il disco nettarifero è presente attorno alla base dell'ovario.

- Il frutto è una capsula setticida oppure loculicida oppure (raramente) una bacca. I semi sono numerosi, minuti e con forme angolose anche compresse (dorsoventralmente). Spesso sono ricoperti da una struttura reticolare.

## Riproduzione
- Impollinazione: l'impollinazione avviene tramite insetti (impollinazione entomogama) o il vento (impollinazione anemogama).
- Riproduzione: la fecondazione avviene fondamentalmente tramite l'impollinazione dei fiori (vedi sopra).
- Dispersione: i semi cadendo (dopo aver eventualmente percorso alcuni metri a causa del vento - dispersione anemocora) a terra sono dispersi soprattutto da insetti tipo formiche (disseminazione mirmecoria).

## Distribuzione e habitat
Le specie di questa sottotribù sono distribuite soprattutto in Africa con habitat per lo più tropicali. Alcune specie sono presenti anche in Asia, America e Australia.

## Tassonomia
La famiglia di appartenenza di questo gruppo (Orobanchaceae), caratterizzata soprattutto da specie semiparassite, parassite o oloparassite, comprende circa 60 generi con oltre 1700 specie (altre fonti indicano 99 generi con 2060 specie) con una distribuzione cosmopolita. La tribù Buchnereae è una delle 10 tribù nella quale è divisa la famiglia.
Il numero cromosomico delle specie di questa tribù è: 2n = 24, 28, 38 e oltre.

### Filogenesi
I generi di questa tribù tradizionalmente erano stati posti nella famiglia Scrophulariaceae s.l.; in seguito ad analisi cladistiche basate sulle caratteristiche del DNA è stata rivista la posizione tassonomica del gruppo e inserita nella famiglia Orobanchaceae. L'attuale circoscrizione della tribù probabilmente è provvisoria. Studi recenti hanno suddiviso la famiglia in 6 cladi. Il gruppo di questa voce appartiene al "clade VI" ("core" della famiglia), non definito completamente (mancano all'analisi diverse specie di altri generi e gli stessi Autori della ricerca suggeriscono un ulteriore campionamento di taxa supplementari appartenenti al clade per migliorarne la circoscrizione). Questo clade rappresenta un gruppo morfologicamente eterogeneo di linee tropicali e subtropicali sia del Nuovo Mondo che del Vecchio Mondo relative all'Africa e all'Asia sud-orientale comprendente altre tribù (Orobancheae Lam- & DC., Escobedieea Benth. e Geradieae Benth.) alcune delle quali nidificate all'interno della tribù Buchnereae.
Recentemente è stato descritto un nuovo genere monotipo Bardotia ankaranensis del nord del Madagascar Da analisi filogenetiche risulta vicino ai generi Radamaea (tribù Buttonieae), Rhamphicarpa (sottotribù Buchneriinae), e Sieversandreas (sottotribù Sopubiinae). Se, come indicato dalla ricerca, questi generi insieme formano un clade, allora sarà necessario rivedere la circoscrizione della tribù Buchnereae.

### Composizione della tribù
La tribù comprende 2 sottotribù, 18 generi e oltre 250 specie (fino a 350):
| Sottotribù               | Distribuzione                     | Generi | Specie    |
| ------------------------ | --------------------------------- | ------ | --------- |
| Buchneriinae Endl., 1839 | Africa, Asia, America e Australia | 8      | Circa 165 |
| Sopubiinae Hogg, 1858    | Africa                            | 10     | 70 - 90   |

## Alcune specie

### Sottotribù Buchneriinae

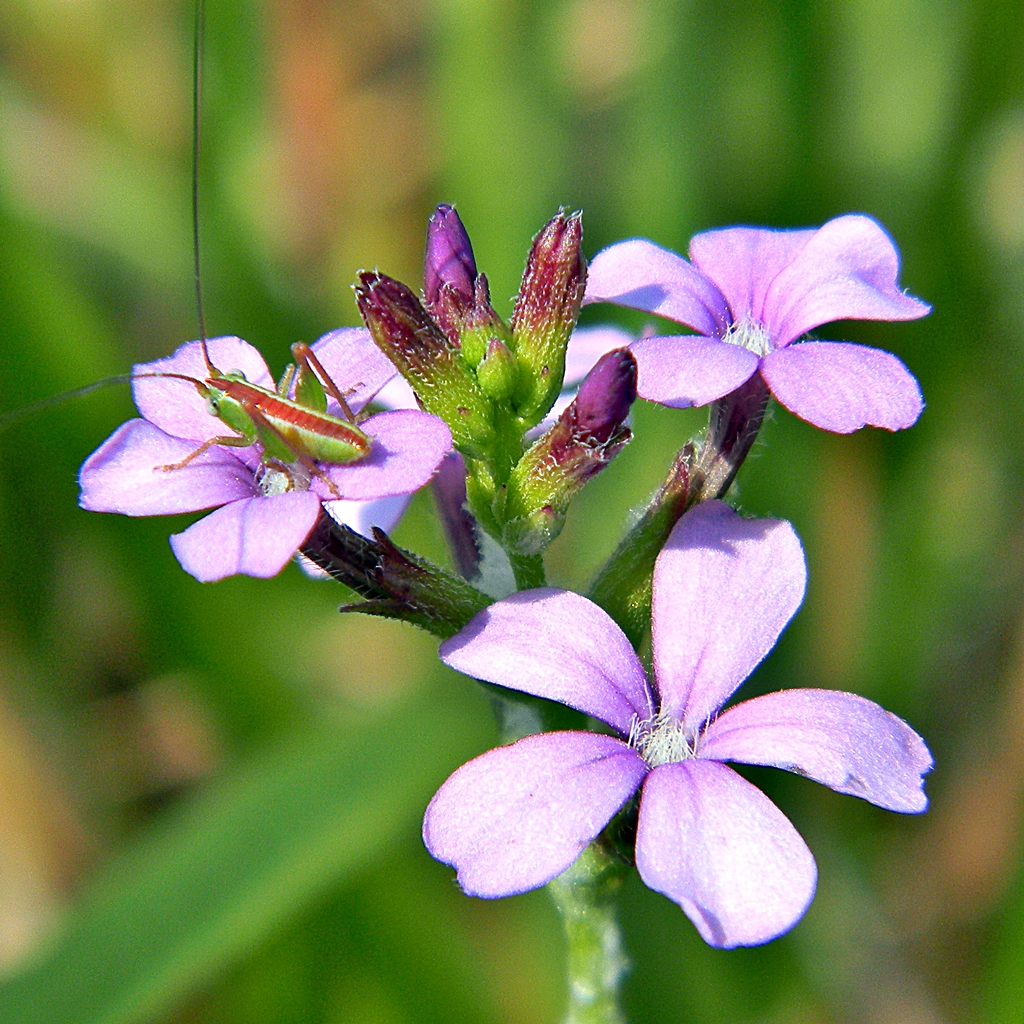
Buchnera americana
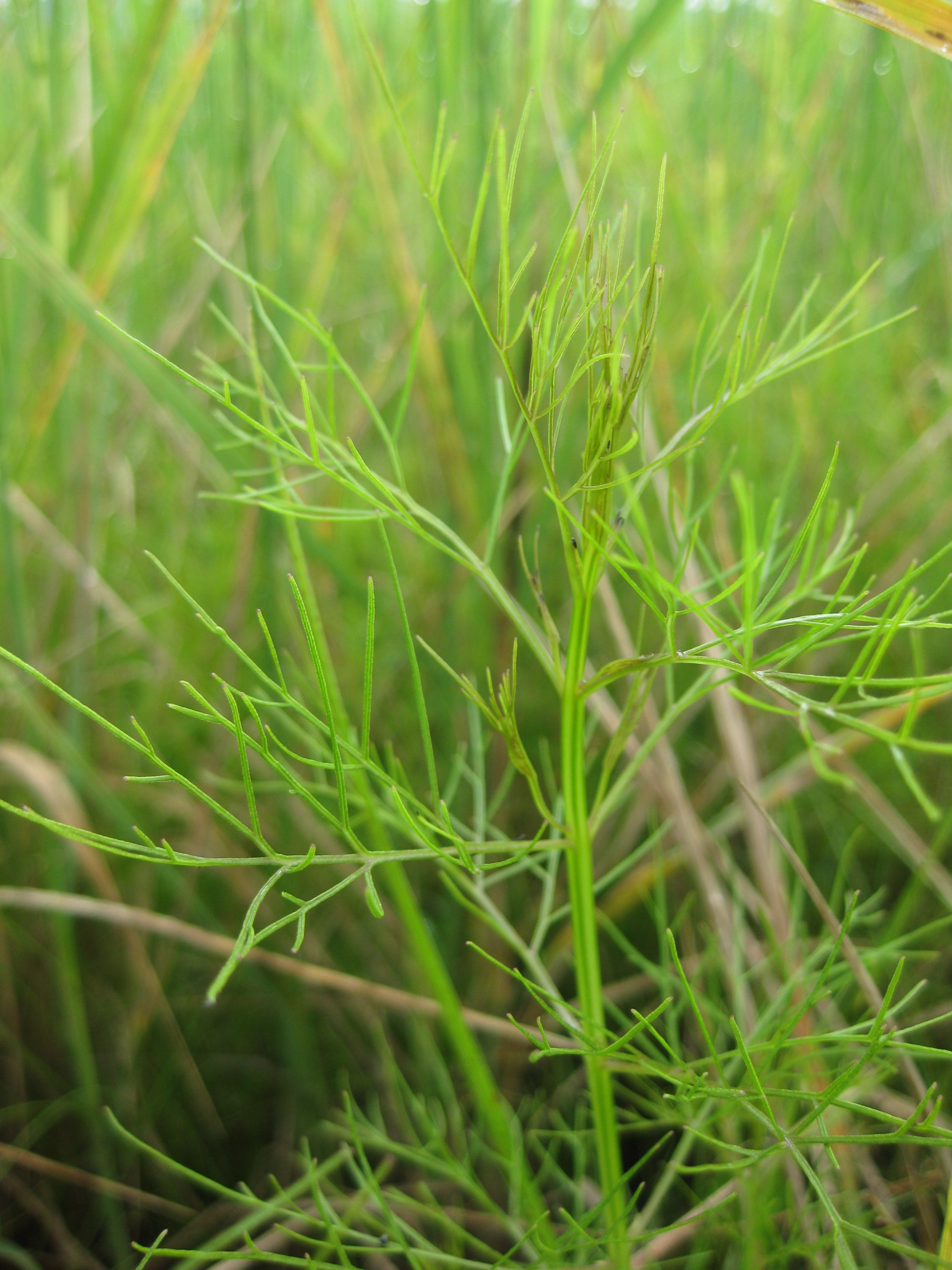
Rhamphicarpa fistulosa
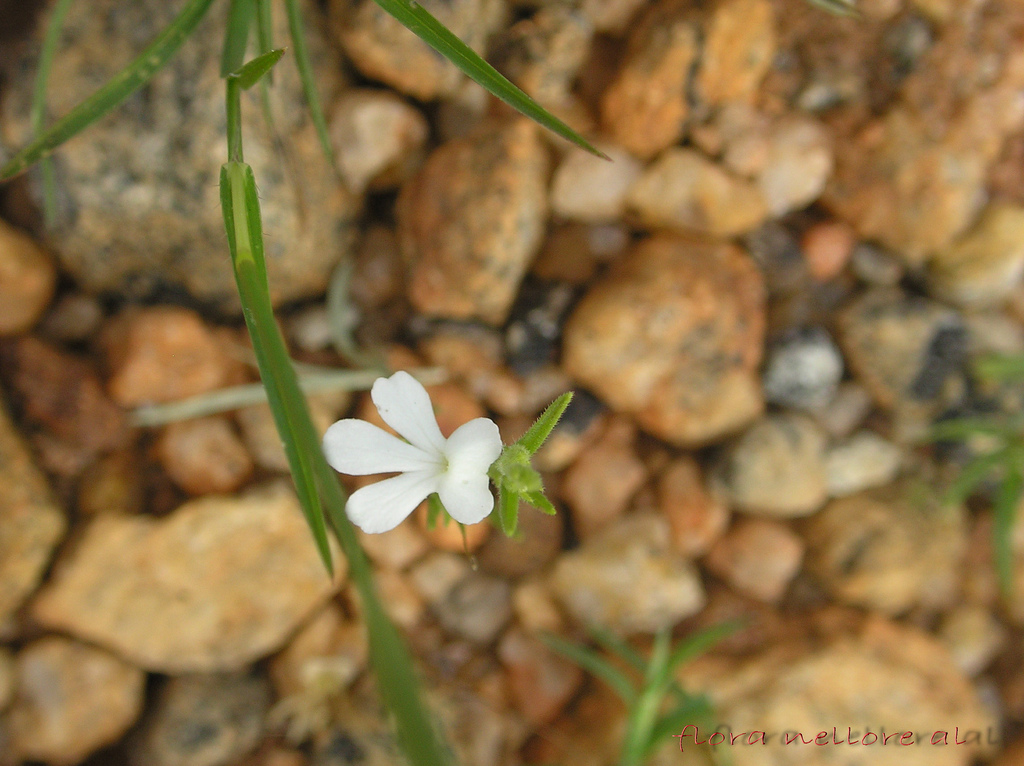
Striga angustifolia
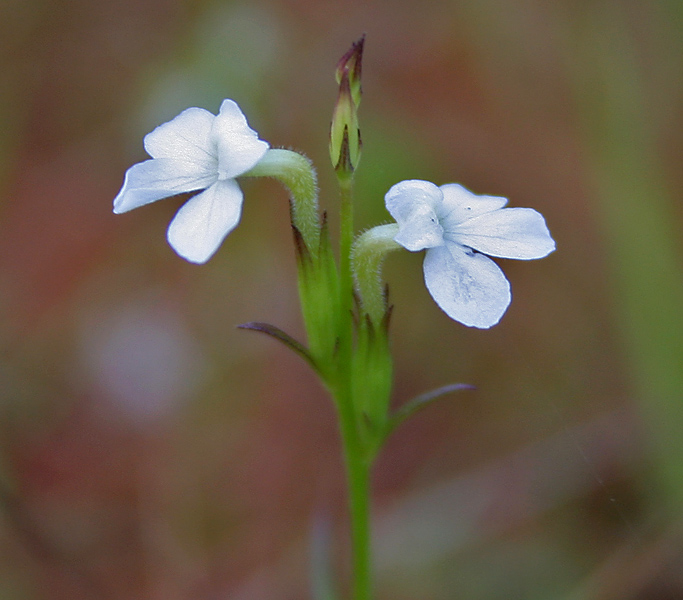
Striga densiflora
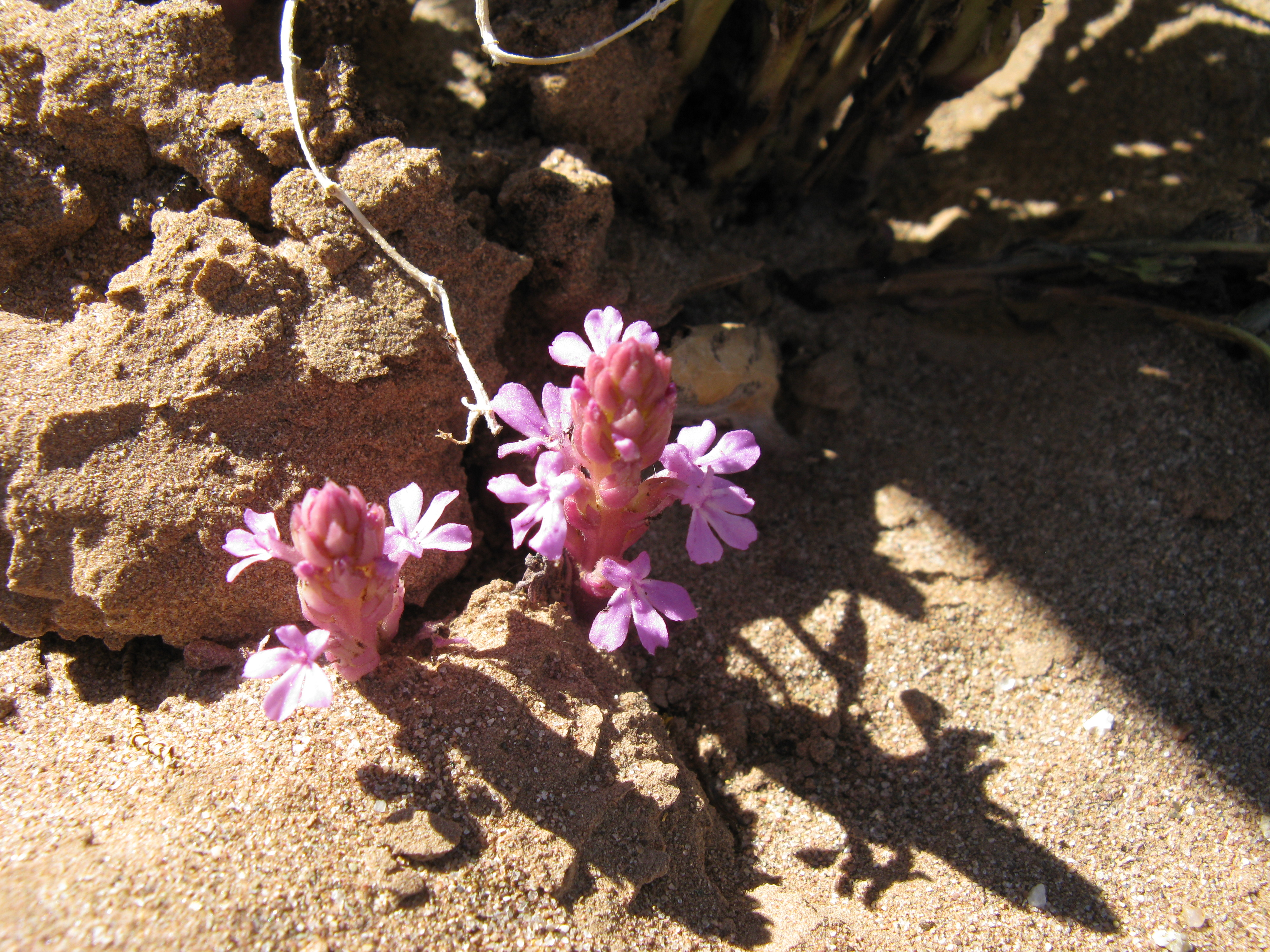
Striga gesnerioides

### Sottotribù Sopubiinae

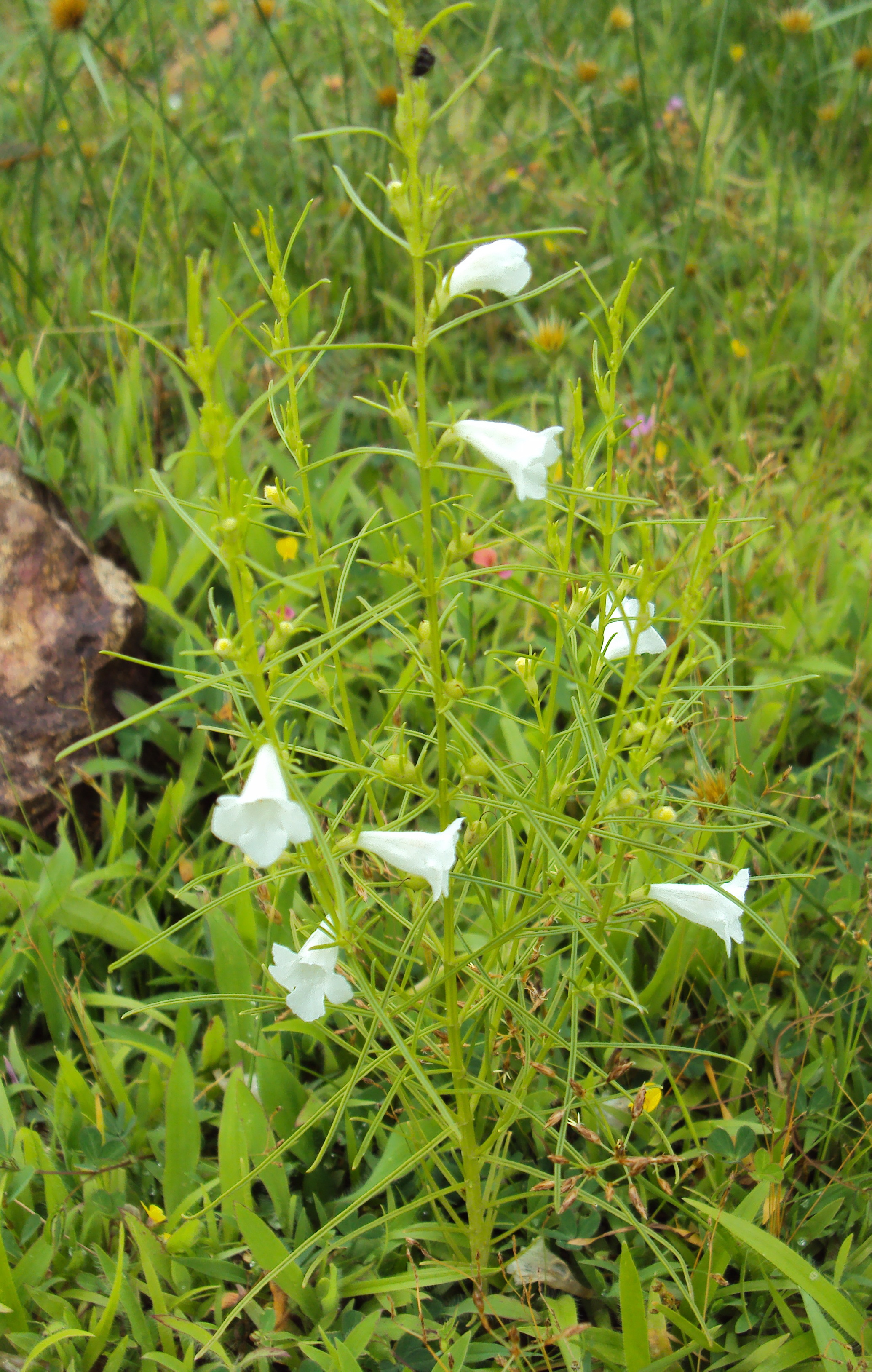
Sopubia delphinifolia
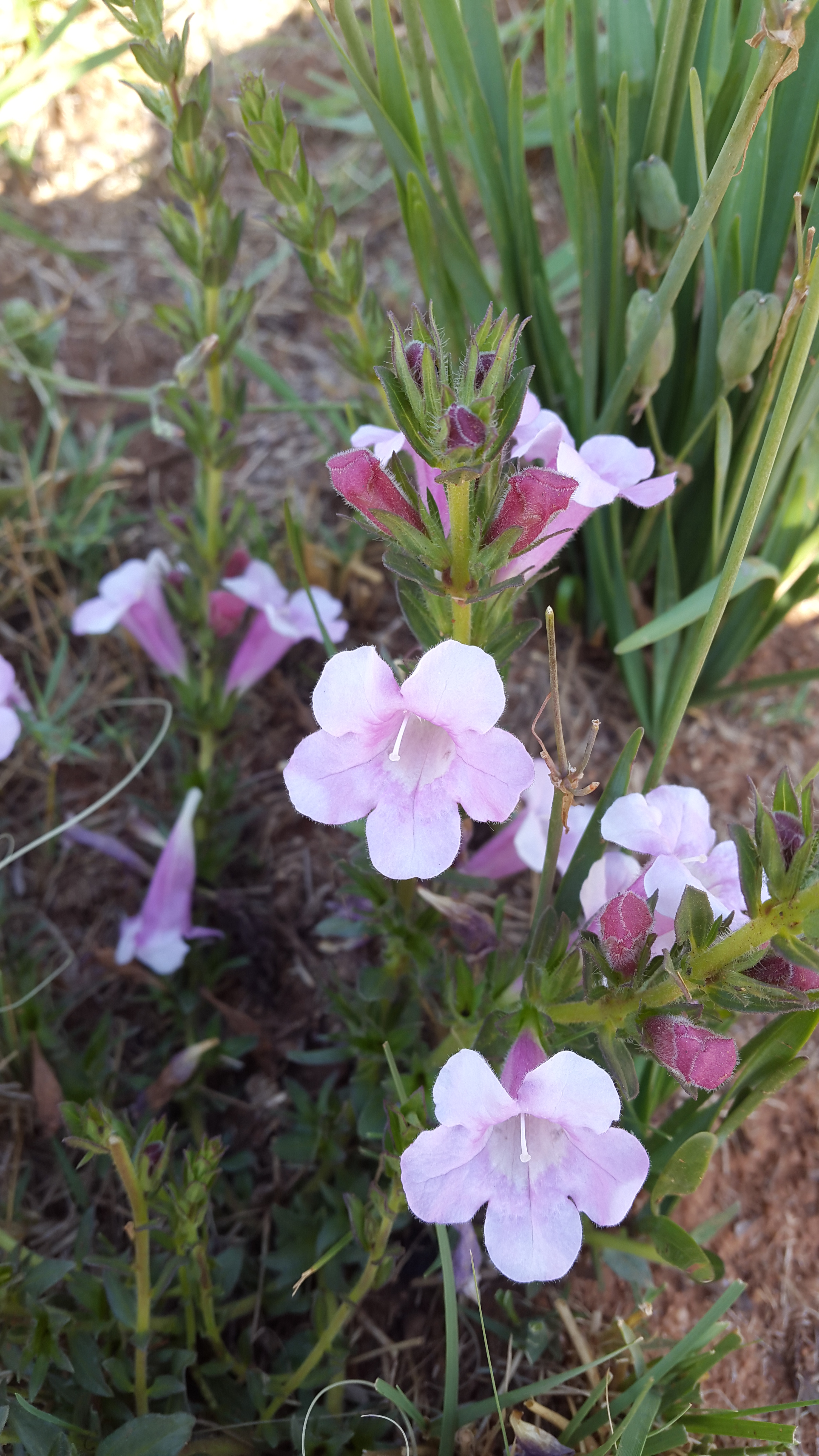
Graderia subintegra